# British Home Championship 1957/58
De British Home Championship van 1957/58 was de 63e editie van de British Home Championship. Het toernooi werd gehouden van 5 oktober 1957 tot en met 19 april 1958. Engeland werd kampioen.

## Eindstand
| Team          | Gsp | W | G | V | DV | DT | DS | Ptn |
| ------------- | --- | - | - | - | -- | -- | -- | --- |
| Engeland      | 3   | 2 | 0 | 1 | 10 | 3  | +7 | 4   |
| Noord-Ierland | 3   | 1 | 2 | 0 | 5  | 4  | +1 | 4   |
| Wales         | 3   | 0 | 2 | 1 | 2  | 6  | –4 | 2   |
| Schotland     | 3   | 0 | 2 | 1 | 2  | 6  | –4 | 2   |

## Wedstrijden
|                                                     |                   |       |                   |                                                                                |
| 5 oktober 1957 «onderlinge duels» 15:00 uur (UTC+1) | Noord-Ierland     | 1 – 1 | Schotland         | Windsor Park, Belfast Toeschouwers: 50.000 Scheidsrechter: Leo Callaghan (WAL) |
| 5 oktober 1957 «onderlinge duels» 15:00 uur (UTC+1) | Billy Bingham 47' |       | 56' Graham Leggat | Windsor Park, Belfast Toeschouwers: 50.000 Scheidsrechter: Leo Callaghan (WAL) |

|                                                    |       |                                                             |          |                                                                                 |
| 19 oktober 1957 «onderlinge duels» 15:00 uur (UTC) | Wales | 0 – 4                                                       | Engeland | Ninian Park, Cardiff Toeschouwers: 58.000 Scheidsrechter: Thomas Mitchell (NIR) |
| 19 oktober 1957 «onderlinge duels» 15:00 uur (UTC) |       | 2' (e.d.) Mel Hopkins 44', 67' Johnny Haynes 64' Tom Finney |          | Ninian Park, Cardiff Toeschouwers: 58.000 Scheidsrechter: Thomas Mitchell (NIR) |

|                                                    |                                     |       |                                                       |                                                                                     |
| 6 november 1957 «onderlinge duels» 14:30 uur (UTC) | Engeland                            | 2 – 3 | Noord-Ierland                                         | Wembley Stadium, Londen Toeschouwers: 40.000 Scheidsrechter: Mervyn Griffiths (WAL) |
| 6 november 1957 «onderlinge duels» 14:30 uur (UTC) | Alan A'Court 60' Duncan Edwards 80' |       | 30' Jimmy McIlroy 65' Sammy McCrory 67' Billy Simpson | Wembley Stadium, Londen Toeschouwers: 40.000 Scheidsrechter: Mervyn Griffiths (WAL) |

|                                                     |                   |       |                  |                                                                              |
| 13 november 1957 «onderlinge duels» 14:30 uur (UTC) | Schotland         | 1 – 1 | Wales            | Hampden Park, Glasgow Toeschouwers: 42.918 Scheidsrechter: Jack Clough (ENG) |
| 13 november 1957 «onderlinge duels» 14:30 uur (UTC) | Bobby Collins 14' |       | 75' Terry Medwin | Hampden Park, Glasgow Toeschouwers: 42.918 Scheidsrechter: Jack Clough (ENG) |

|                                                 |                       |       |                   |                                                                               |
| 16 april 1958«onderlinge duels» 17:45 uur (UTC) | Wales                 | 1 – 1 | Noord-Ierland     | Ninian Park, Cardiff Toeschouwers: 25.667 Scheidsrechter: Hugh Phillips (SCO) |
| 16 april 1958«onderlinge duels» 17:45 uur (UTC) | Dick Keith 85' (e.d.) |       | 64' Billy Simpson | Ninian Park, Cardiff Toeschouwers: 25.667 Scheidsrechter: Hugh Phillips (SCO) |

|                                                  |           |                                                           |          |                                                                                |
| 19 april 1958 «onderlinge duels» 15:00 uur (UTC) | Schotland | 0 – 4                                                     | Engeland | Hampden Park, Glasgow Toeschouwers: 127.874 Scheidsrechter: Albert Dusch (FRG) |
| 19 april 1958 «onderlinge duels» 15:00 uur (UTC) |           | 22' Bryan Douglas 35', 74' Derek Kevan 66' Bobby Charlton |          | Hampden Park, Glasgow Toeschouwers: 127.874 Scheidsrechter: Albert Dusch (FRG) |